# Wereldkampioenschap schaatsen allround vrouwen 1969
Het dertigste Wereldkampioenschap schaatsen allround voor vrouwen werd op 1 en 2 februari 1969 verreden op de Olympische ijsbaan Parc Paul Mistral, Anneau de Vitesse van Grenoble, Frankrijk.
Er deden negenentwintig deelneemsters uit elf landen mee, Frankrijk (3), de DDR (2), Finland (3), Hongarije (1), Nederland (5), Noorwegen (3), Polen (2), de Sovjet-Unie (5), Zweden (1), Japan (2) en de Verenigde Staten (2). Acht rijdsters debuteerden deze editie.
Lasma Kauniste werd de tiende vrouw uit de Sovjet-Unie die de allroundtitel veroverde. Het was de negentiende titel op tweeëntwintig deelnames van de Sovjet-Russinnen.
Stien Kaiser stond met haar vijfde deelname voor de vijfde keer op het erepodium bij de huldiging, na tweemaal de derde en tweemaal de eerste, nu dan de tweede plaats. Ans Schut nam voor de tweede keer plaats op het erepodium, ook een plaats lager dan in 1968, ze werd derde.
De Nederlandse delegatie veroverde twee gouden (Stien Kaiser op de 1500m, Ans Schut op de 3000m), drie zilveren (Ellie van den Brom op de 1500m en 1000m, Stien Kaiser op de 3000m) en één bronzen afstandsmedaille (Wil Burgmeijer op de 3000m). Alleen Carrie Geijssen deelde niet in de buit.
Ook dit kampioenschap werd over de kleine vierkamp, respectievelijk de 500m, 1500m, 1000m en 3000m, verreden.

## Afstandsmedailles
| Afstand | Goud ·          | Zilver ·            | Brons ·                              |
| ------- | --------------- | ------------------- | ------------------------------------ |
| 500m    | Kirsti Biermann | Ruth Schleiermacher | Lasma Kauniste                       |
| 1500m   | Stien Kaiser    | Ellie van den Brom  | Lasma Kauniste Ljoedmila Mokhnasjeva |
| 1000m   | Lasma Kauniste  | Ellie van den Brom  | Ljoedmila Titova                     |
| 3000m   | Ans Schut       | Stien Kaiser        | Wil Burgmeijer                       |

## Klassement
| Rang   | Schaatsster              | Land                           | Punten  | 500m      | 1500m       | 1000m       | 3000m       |
| ------ | ------------------------ | ------------------------------ | ------- | --------- | ----------- | ----------- | ----------- |
| Goud   | Lasma Kauniste           | Sovjet-Unie                    | 189,567 | 45,6 (3)  | 2.23,7 (3)  | 1.31,2 (1)  | 5.02,8 (6)  |
| Zilver | Stien Kaiser             | Nederland                      | 190,484 | 48,1 (18) | 2.21,5 (1)  | 1.32,7 (5)  | 4.53,2 (2)  |
| Brons  | Ans Schut                | Nederland                      | 190,584 | 47,1 (13) | 2.23,9 (5)  | 1.33,7 (9)  | 4.52,0 (1)  |
| 4      | Ruth Schleiermacher      | Duitse Democratische Republiek | 191,800 | 45,5 (2)  | 2.26,1 (11) | 1.32,3 (4)  | 5.08,7 (10) |
| 5      | Ljoedmila Mokhnasjeva    | Sovjet-Unie                    | 191,883 | 47,2 (14) | 2.23,7 (3)  | 1.33,4 (7)  | 5.00,5 (4)  |
| 6      | Wil Burgmeijer           | Nederland                      | 192,417 | 46,6 (10) | 2.25,1 (7)  | 1.32,5 (16) | 4.59,1 (3)  |
| 7      | Kirsti Biermann          | Noorwegen                      | 192,550 | 45,1 (1)  | 2.24,2 (6)  | 1.34,0 (10) | 5.14,3 (14) |
| 8      | Ljoedmila Titova         | Sovjet-Unie                    | 192,817 | 45,9 (6)  | 2.26,4 (12) | 1.32,1 (3)  | 5.12,4 (13) |
| 9      | Galina Nefedova          | Sovjet-Unie                    | 193,084 | 46,3 (7)  | 2.25,7 (9)  | 1.34,2 (13) | 5.06,7 (7)  |
| 10     | Lisbeth Berg             | Noorwegen                      | 193,234 | 45,8 (4)  | 2.26,9 (15) | 1.34,2 (13) | 5.08,2 (9)  |
| 11     | Sigrid Sundby            | Noorwegen                      | 194,267 | 45,8 (4)  | 2.26,6 (14) | 1.33,3 (6)  | 5.17,6 (16) |
| 12     | Dianne Holum             | Verenigde Staten               | 194,883 | 46,9 (12) | 2.26,5 (13) | 1.33,5 (8)  | 5.14,4 (15) |
| 13     | Kaija-Liisa Keskivitikka | Finland                        | 195,200 | 48,2 (19) | 2.26,0 (10) | 1.34,1 (12) | 5.07,7 (8)  |
| 14     | Carry Geijssen           | Nederland                      | 195,517 | 48,7 (20) | 2.25,1 (7)  | 1.34,0 (10) | 5.08,7 (10) |
| 15     | Rosemarie Taupadel       | Duitse Democratische Republiek | 197,300 | 46,8 (11) | 2.28,4 (17) | 1.35,4 (17) | 5.20,0 (17) |
| 16     | Akiko Ariga              | Japan                          | 197,867 | 49,5 (24) | 2.27,0 (16) | 1.34,8 (15) | 5.11,8 (12) |
| NC17   | Jeanne OmeleNChuk        | Verenigde Staten               | 144,550 | 46,5 (8)  | 2.30,1 (19) | 1.36,1 (19) | -           |
| NC18   | Tarja Rinne              | Finland                        | 144,667 | 47,2 (14) | 2.29,0 (18) | 1.35,6 (18) | -           |
| NC19   | Vera Krasnova            | Sovjet-Unie                    | 145,850 | 46,5 (8)  | 2.33,0 (22) | 1.36,7 (20) | -           |
| NC20   | Ylva Hedlund             | Zweden                         | 146,400 | 47,9 (17) | 2.30,0 (19) | 1.37,0 (22) | -           |
| NC21   | Arja Kantola             | Finland                        | 147,033 | 47,4 (16) | 2.33,7 (25) | 1.36,8 (21) | -           |
| NC22   | Marie-Louise Perrenoud   | Frankrijk                      | 149,000 | 48,8 (21) | 2.33,3 (23) | 1.38,8 (25) | -           |
| NC23   | Helena Pilejczyk         | Polen                          | 149,717 | 49,4 (22) | 2.33,5 (24) | 1.38,3 (23) | -           |
| NC24   | Kornelia Ihász           | Hongarije                      | 149,750 | 49,4 (22) | 2.32,1 (21) | 1.39,3 (26) | -           |
| NC25   | Romana Troicka           | Polen                          | 150,883 | 49,9 (25) | 2.35,2 (26) | 1.38,5 (24) | -           |
| NC26   | Kaname Ide               | Japan                          | 153,233 | 50,8 (27) | 2.37,3 (27) | 1.40,0 (27) | -           |
| NC27   | Sylvie Chevauchet        | Frankrijk                      | 153,967 | 50,4 (26) | 2.38,0 (28) | 1.41,8 (28) | -           |
| NC28   | Tonny Monari             | Frankrijk                      | 155,917 | 51,0 (28) | 2.39,2 (29) | 1.43,7 (29) | -           |
| -      | Ellie van den Brom       | Nederland                      | 144,167 | NF        | 2.23,4 (2)  | 1.31,9 (2)  | 5.02,5 (5)  |

* = met val
NC = niet gekwalificeerd
NF = niet gefinisht
NS = niet gestart
DQ = gediskwalificeerd
Vet gezet = kampioenschapsrecord